# Cortinicara gibbosa
Cortinicara gibbosa – gatunek chrząszcza z rodziny wymiecinkowatych.

## Zasięg występowania
Gatunek kosmopolityczny. W Europie na północ sięga po Islandię, Svalbard i Ziemię Franciszka Józefa.
W Polsce występuje prawdopodobnie w całym kraju z wyjątkiem wyższych partii gór.

## Budowa ciała
Osiąga 1-1,6 mm długości. Czoło i ciemię wyraźnie i głęboko punktowane. Przedplecze węższe niż nasada pokryw skrzydeł, same pokrywy głęboko punktowane. Ostatnie trzy człony czułków łopatkowato zgrubione.
Pokrywy ubarwione brązowo, nogi i czułki pomarańczowe.

## Biologia i ekologia
Występuje pospolicie w lasach, parkach, ogrodach i terenach ruderalnych. Znajdowany w ściółce, pod korą i na gałęziach oraz liścich drzew, w spróchniałym drewnie, w kompoście, oraz na owocnikach grzybów i na kwiatach. Larwy żywią się owocnikami grzybów m.in. grzybów nadrzewnych i purchawek. Imago być może żywią się pyłkiem kwiatowym, ponieważ często są poławianie na kwiatach (wiosną szczególnie często występują na kotkach wierzby iwy); spotyka się je od wiosny do jesieni.